# Лужине (Шипово)
Лужине су насељено мјесто у општини Шипово, Република Српска, БиХ. Према попису становништва из 1991. у насељу је живјело 458 становника.

## Становништво
Према попису становништва из 1991. године, мјесто је имало 458 становника.
| Националност       | 1991.        | 1981. | 1971. |
| Срби               | 415 (90,61%) |       |       |
| Муслимани          | 31 (6,77%)   |       |       |
| Хрвати             | 1 (0,22%)    |       |       |
| Југословени        | 9 (1,97%)    |       |       |
| остали и непознато | 2 (0,44)     |       |       |
| Укупно             | 458          | '     | '     |